# ۱۰۹۸ (میلادی)
۱۰۹۸ (میلادی) هزار و نود و هشتمین سال تقویم میلادی است.

## درگذشتگان
‎